# ボカロ小説
ボカロ小説（ボカロしょうせつ）とは、ボーカルシンセサイザーを使用した楽曲であるボカロを原作・原案とした小説のジャンル。

## 概要
2007年、クリプトン・フューチャー・メディアが発売した初音ミクの登場以降、ニコニコ動画、YouTubeなどの動画投稿サイト上にVOCALOIDを使用して制作された楽曲の投稿が増加し、新たなインターネット文化としての流行が始まった。
その中で、初音ミクや鏡音リン・レンといったボーカロイドキャラクターそのものを描いた楽曲や、ボカロP自らの世界観で構築された物語性の高い楽曲を二次創作として展開したものがボカロ小説である。執筆者は作者本人であるケースと、そうでないケースがある。
編集者の飯田一史によると、一貫して10代の女性から高い支持を受けている。これはライトノベルの主要な読者層とも異なっており、ボカロ小説の特徴でもある。書籍はライトノベルを刊行するレーベルから発売されることが多いが、ポプラ社など児童向けのレーベルから刊行されるケースもある。
PHP研究所の伊丹祐喜は、ボカロ小説が女子中高生などの若い世代に人気を集める理由について、「思春期特有のもやもやした思いと世界観がマッチしている」からではないかと述べている。

## 作品
- 2010年 - PHP研究所より、鏡音リンを用いた楽曲「悪ノ娘」（mothy_悪ノP、2008年発表）・鏡音レンを用いた楽曲「悪ノ召使」（mothy_悪ノP、2008年発表）を原作とする小説『悪ノ娘 黄のクロアテュール』が発売。同作品がボカロ小説の先駆けとされる。
- 2012年 - 2011年以降に発表されたじん（自然の敵P）による一連の楽曲が『カゲロウプロジェクト』として展開される。第1弾の小説『カゲロウデイズ -in a daze-』がKCG文庫から発売。2014年には「メカクシティアクターズ」としてテレビアニメ化。シリーズ累計発行部数が900万部を超える[2]人気シリーズとなる。
- 2013年 - 黒うさPの楽曲『千本桜』がアスキー・メディアワークスから小説化（全5巻）。著者は一斗まる。累計発行部数は35万部を超える。
- 2013年 - れるりり（当社比P）の楽曲『脳漿炸裂ガール』が角川ビーンズ文庫から小説化。
- 2013年 - Last Note.の楽曲シリーズ『ミカグラ学園組曲』がMF文庫Jから小説化。
- 2014年 - HoneyWorksの楽曲『告白予行練習』が『告白実行委員会〜恋愛シリーズ〜』として角川ビーンズ文庫から小説化。シリーズ累計発行部数は250万部を超える。
- 2016年 - KAITO歌唱の楽曲『千年の独奏歌』（原作：yanagi）がPHP研究所から小説化。
- 2020年 - カンザキイオリの楽曲『あの夏が飽和する。』が河出書房新社から小説化。
- 2021年 - Chinozoの楽曲『グッバイ宣言』がMF文庫Jから小説化。